# Kefeli-Moschee

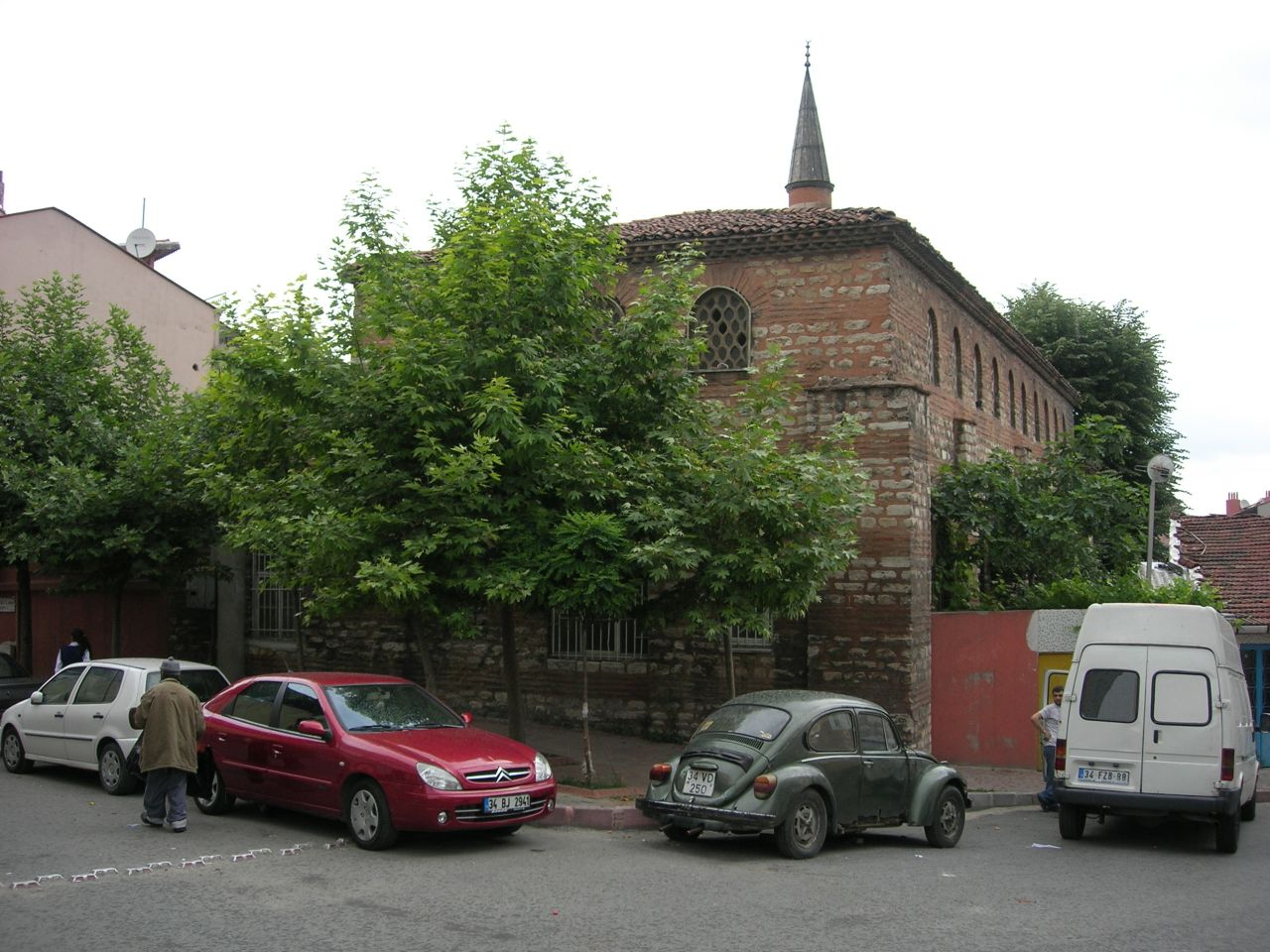
Kefeli-Moschee von Süden

Die Kefeli-Moschee (türkisch Kefeli Camii, auch Kefeli Mescidi, benannt nach den Bewohnern der Stadt Feodossija, Osmanisch Kefe) ist eine ehemalige byzantinische Kirche, die später als römisch-katholische und armenisch-apostolische Kirche genutzt wurde, bevor sie im Osmanischen Reich zur Moschee umgebaut wurde. Das Bauwerk gilt als eines der wenigen Beispiele für die Wiederaufnahme der frühchristlichen Form der Basilika während der byzantinischen Epoche.

## Lage
Die Moschee liegt im Stadtviertel Salmatomruk im Istanbuler Stadtbezirk Fatih in der Kasap Sokak zwischen der Chora-Kirche und der Fethiye-Moschee.

## Geschichte

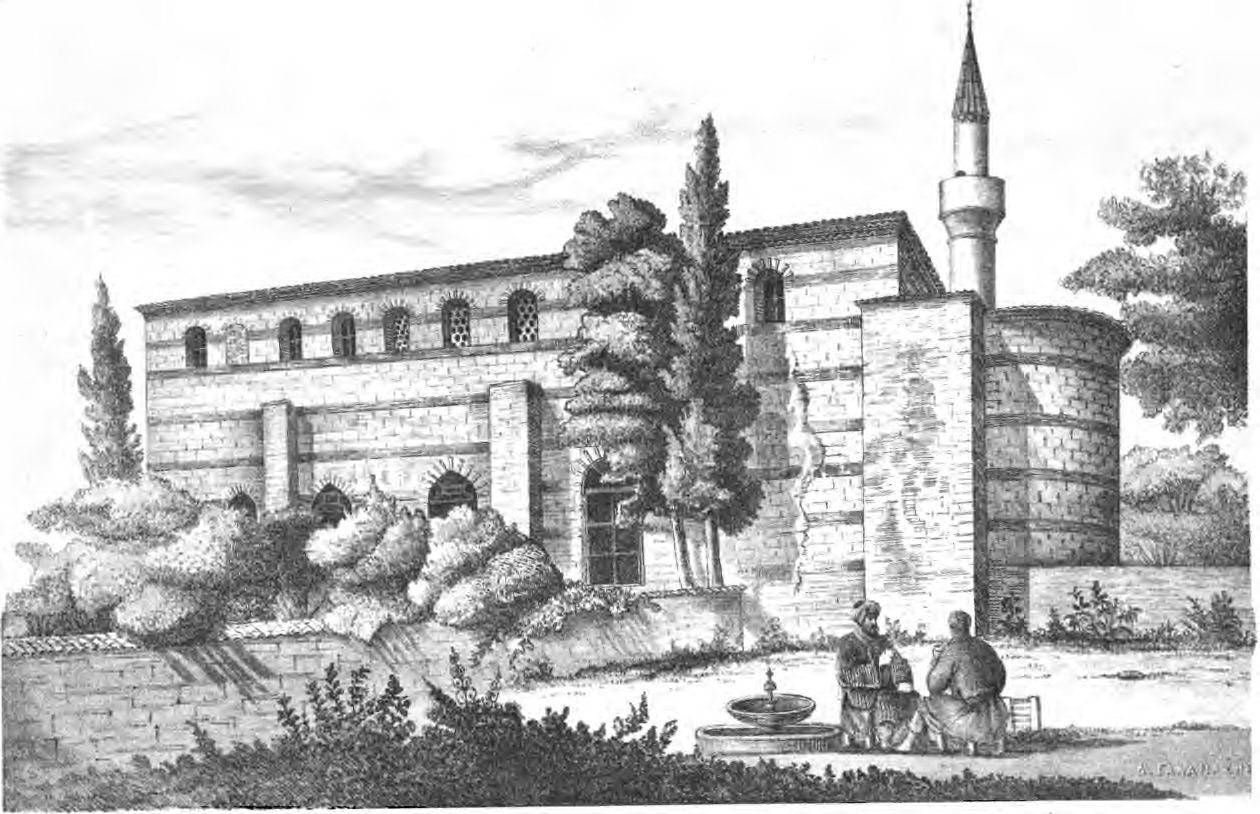
Zeichnung der Moschee aus dem Jahr 1877.

Die Ursprünge des Gebäudes auf dem sechsten Hügel von Konstantinopel sind unklar. Laut Überlieferungen baute der armenisch-byzantinische General Manuel sein Wohnhaus in der Nähe der Zisterne von Aspar zu einem Kloster um. Manuel war der Onkel der Kaiserin Theodora II., die später in dem Kloster lebte, als sie ihre Regentschaft aufgab und ihr Sohn Michael III. byzantinischer Kaiser wurde. Das Kloster wurde von Patriarch Photios I. im 9. Jahrhundert erneuert und von Kaiser Romanos I. (ca. 920–944) ausgebaut. Der byzantinische Kaiser Michael VII. (ca. 1071–1078) verbrachte hier seinen Lebensabend. Die Geschichte und die Zuschreibung sind bis heute umstritten und neuere Forschungsergebnisse bestreiten diese Zuschreibung. Die Kunsthistorikerin Neslihan Asutay-Effenberger stellt in einem Essay auch die neuere Geschichte der Moschee in Frage.
Im Jahr 1475, kurz nach der Eroberung von Konstantinopel durch die Osmanen, eroberten diese die Genueser Kolonie Caffa (osmanisch: Kefe) auf der Halbinsel Krim. Lateiner, Griechen und Juden wurden nach Istanbul deportiert und hier angesiedelt. Die Lateiner, überwiegend Genuesen, durften das Bauwerk mit den Armeniern als Kirche benutzen. Die San-Nicola-Kirche war dem hl. Nikolaus geweiht und wurde von den Dominikanern betreut und von vier katholischen Familien unterhalten. Armenier und Katholiken hatten jeweils einen eigenen Altar. Die Kirche gehörte wahrscheinlich zu der Kirche, die später zur Odalar-Moschee umgewidmet wurde. Im Jahr 1630 wurde die Kirche unter der Herrschaft von Murad IV. (1623–1640) von Großwesir Topal Recep Pascha enteignet und zur Mescit (kleine Moschee ohne Minbar) umgebaut. Als Ausgleich erhielten die Armenier eine griechische Kirche im Stadtviertel Balat.

## Architektur

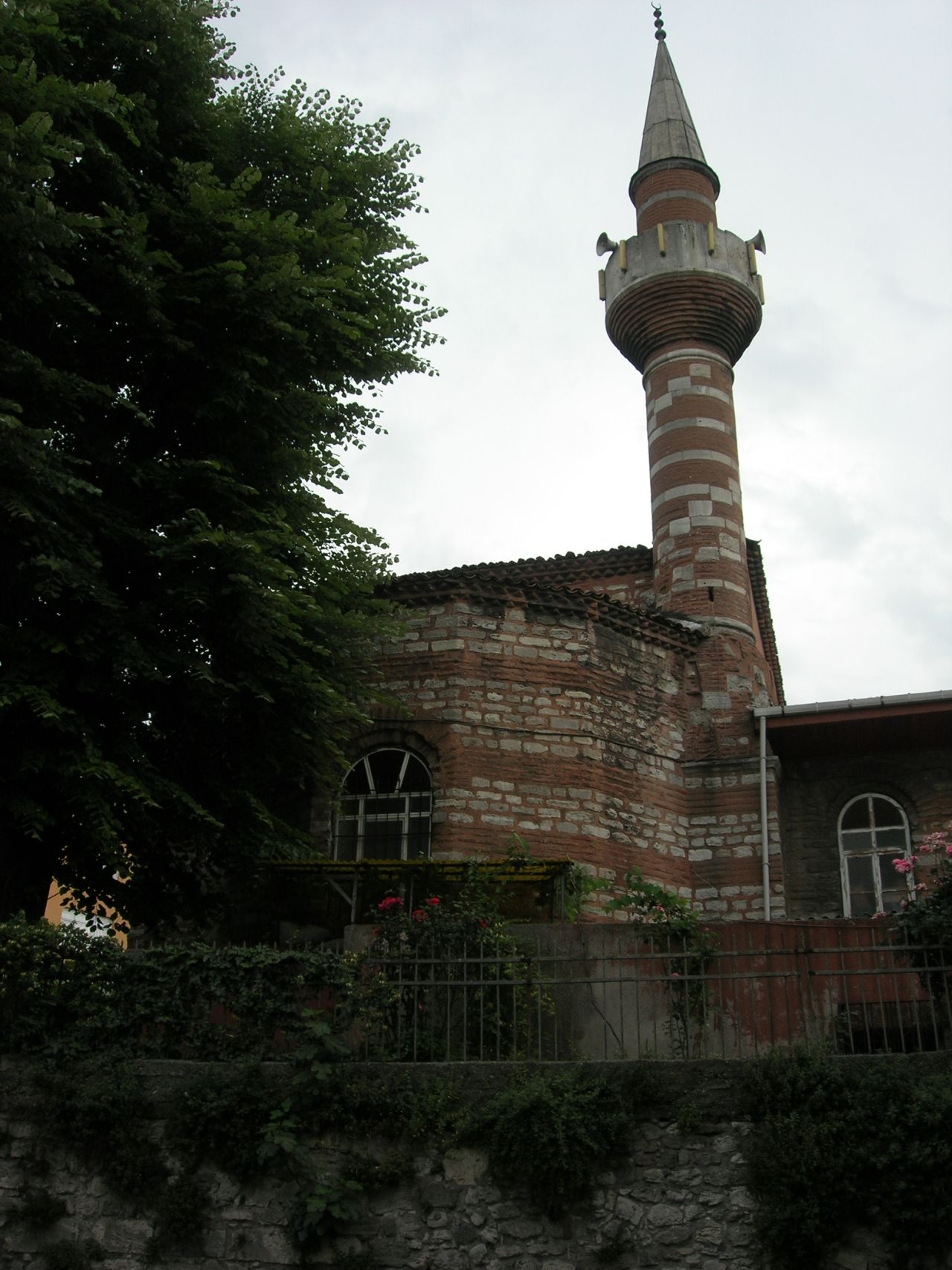
Die Apsis von Norden. Man erkennt gut die alternierenden Lagen aus behauenen Steinen und Ziegeln.

Das Bauwerk besteht aus einem großen Kirchensaal von 22,6 Metern Länge und 7,22 Metern Breite. Ungewöhnlich für byzantinische Kirchen ist die Ausdehnung von Norden nach Süden. Das Mauerwerk besteht aus alternierenden Lagen von Steinen und Ziegeln. Das ursprüngliche Bauwerk besaß drei Kirchenschiffe, doch nur eines der Seitenschiffe im Westen ist teilweise erhalten. Im Norden liegt ein Bogen mit einer halbkreisförmigen Apsis, die außen polygonal ist. In der Wand der Apsis sitzen zwei Wandnischen. Das Mittelschiff wird von zwei Fensterreihen beleuchtet, die unregelmäßige Abstände aufweisen. Die Südwand wird ebenfalls von zwei Fensterreihen durchbrochen. Die unteren Fenster sind hier deutlich größer als die Fenster in der oberen Reihe. Der Eingang zur Moschee sitzt im Westen. Hier liegt auch eine Zisterne, deren Dach von drei Säulen getragen wird.
Das Erbauungsdatum der Kirche ist unbekannt. Die polygonale Apsis und die Wandnischen sind aber typisch für die Palaiologen-Zeit. Das Gebäude ist architektonisch interessant, weil es ein Beispiel für die Neupositionierung der frühchristlichen Form der Basilika während der Byzantinischen Epoche ist.